# Ніколо-Павловське
Ні́коло-Па́вловське (рос. Николо-Павлвоское) — село у складі Горноуральського міського округу Свердловської області.
Населення — 5042 особи (2010, 4800 у 2002).
Національний склад станом на 2002 рік: росіяни — 95 %.